# Pat O'Hara Wood

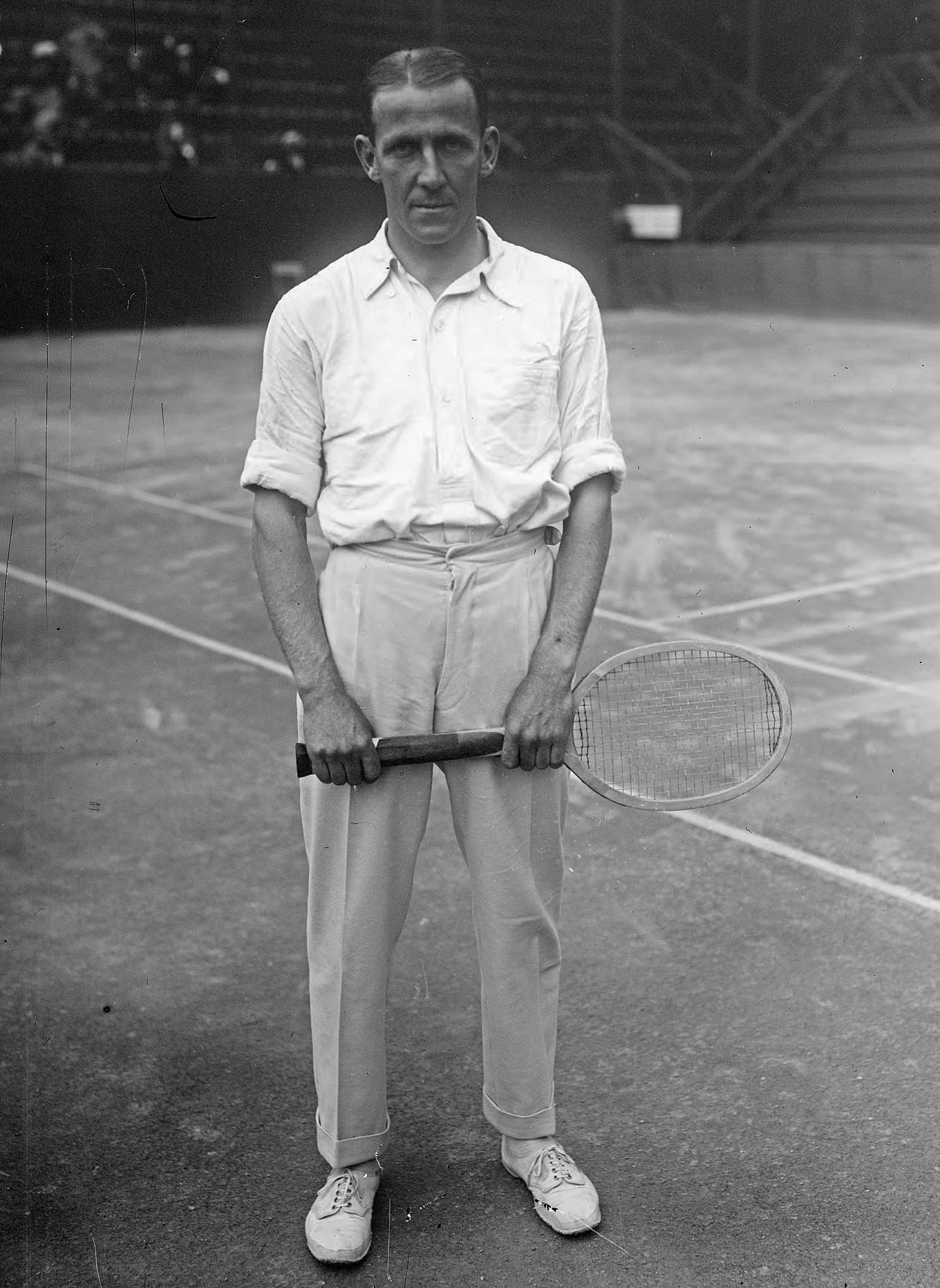
Pat O'Hara Wood under en tävling 1919.

Hector Patrick "Pat" O'Hara Wood, född 30 april 1891, Melbourne, Victoria, Australien, död 3 december 1961, var en australisk högerhänt tennisspelare som vann åtta Grand Slam-titlar i början av 1920-talet.

## Tenniskarriären
Pat O'Hara Wood var den yngre av två tennisspelande bröder som växte upp i en idrottsintresserad familj. Fadern, John James O'Hara Wood uppmuntrade Pat och hans bror Arthur att spela tennis. Båda bröderna blev skickliga tennisspelare med singeltitlar i Australiska mästerskapen bland meriterna. Under det första världskriget tjänstgjorde Pat i Australiska arméförband i Europa, men återkom efter kriget till sitt hemland och fortsatte en lovande tenniskarriär. Hans bror, som tjänstgjorde i the Royal Air Force, blev nerskjuten och dödad 1918. 
Pat nådde framgångar som tennisspelare som junior och under universitetsstudierna i Melbourne, men sina största framgångar nådde han efter första världskriget. År 1919 vann han dubbeltiteln i både Australiska mästerskapen och Wimbledonmästerskapen. Året därpå, 1920, vann han sin första singeltitel i Australiska mästerskapen genom finalseger över Ron Thomas (6-3 4-6 6-8 6-1 6-3). Han vann också dubbeltiteln samma år.
År 1922 ställde O'Hara Wood upp i mixed dubbelklassen i Wimbledon tillsammans med den franska världsettan Suzanne Lenglen. Paret nådde finalen där de besegrade Randolph Lycett/Elizabeth Ryan med 6-4 6-3. 
År 1923 upprepade O'Hara Wood sin dubbla viktoria i Australiska mästerskapen genom att vinna singeltiteln (finalseger över Bert St John,  6-1 6-1 6-3) och dubbeltiteln. Sin sista titel vann han i dubbel i Australiska mästerskapen 1925.
Pat O'Hara Wood deltog i det australiska Davis Cup-laget 1922 och 1924. Han spelade totalt 23 matcher av vilka han vann 17. I världsfinalen 1924 förlorade det australiska laget mot ett laget från USA med Bill Tilden och Vincent Richards som simgelspelare. USA vann med 5-0 i matcher. O'Hara förlorade mot Tilden (2-6 1-6 1-6) och Richards (3-6 2-6 4-6). Amerikanerna (Bill Johnston/Bill Tilden) vann dubbelmatchen mot det australiska paret O'Hara/Gerald Patterson med 7-5 3-6 4-6 1-6. O'Hara besegrade för övrigt i DC-sammanhang storspelare som fransmannen Jean Borotra och japanen Zenzo Shimizu.   

## Spelaren och personen
Pat O'Hara Wood har beskrivits som en kortvuxen snabb spelare med utsökta grundslag. Han rankades som världssjua 1922 och blev professionell spelare 1930. Han har gett ut böckerna "The World's Tennis Stars" och "How to Play the Game". Gift med Meryl Waxman, också hon tennisspelare av hög klass.

## Grand Slam-titlar
- Australiska mästerskapen
  - Singel - 1920, 1923
  - Dubbel - 1919, 1920, 1923, 1925
- Wimbledonmästerskapen
  - Dubbel - 1919
  - Mixed dubbel - 1922